# Дост, Шах Мухаммед
Шах Мухаммед Дост (родился в 1929 в Кабуле) — государственный деятель и дипломат Афганистана.

## Семья и образование
Родился в семье скромного достатка, сын Дост Мохаммада. По национальности — пуштун.
Окончил кабульский лицей «Хабибия» и юридический факультет Кабульского университета (1956). Стажировался в ООН (1957). Во время учёбы в университете дружил с будущим лидером Афганистана в первой половине 1980-х годов Бабраком Кармалем. Был связан с ним родственными узами — его дочь вышла замуж за сводного брата Кармаля (всего в семье Доста — четверо детей: трое сыновей и дочь).

## Дипломат
- С 1956 — работал в архиве МИД Афганистана.
- С 1957 — сотрудник отдела ООН МИД Афганистана.
- С 1958 — 2-й секретарь посольства в США.
- С 1964 — заместитель начальника протокольной службы МИД Афганистана.
- С 1965 был руководителем секретариата премьер-министра Афганистана Мухаммеда Хашема Майвандаля. В том же году был принят в НДПА по инициативе Бабрака Кармаля (член фракции «Парчам»).
- С 1970 — 1-й секретарь посольства в Пакистане.
- С 1972 — генеральный консул Афганистана в Пешаваре (Пакистан), затем — в Мешхеде (Иран).

## Деятель режима НДПА
После государственного переворота 1978 (так называемой Саурской — Апрельской — революции) был назначен первым заместителем министра иностранных дел. Не пользовался доверием Хафизуллы Амина, считавшего профессионального дипломата Доста «недостаточно идейно закалённым». После ввода в Афганистан советских войск стал министром иностранных дел в правительстве Бабрака Кармаля (28 декабря 1979). С января 1980 — член ЦК Народно-Демократической партии Афганистана и член Революционного совета.
5 декабря 1986 был освобождён от должности министра иностранных дел (после смещения Бабрака Кармаля с высших партийных и государственных постов). Однако отставка Доста носила почётный характер. В 1986—1988 он имел ранг государственного министра по иностранным делам, в 1988—1989 — министра без портфеля. Одновременно, в 1986—1989 был постоянным представителем Афганистана при ООН. В 1990 был избран членом Центрального совета партии Отечества (Афганская демократическая партия Ватан — преемница НДПА; просуществовала до 1992).
Отличался трудолюбием и скромностью в быту, вместе с семьёй жил в небольшой четырёхкомнатной квартире панельного пятиэтажного дома.